# 中华人民共和国合同法
《中华人民共和国合同法》，簡稱合同法，是中华人民共和国为了保护合同当事人的合法权益，维护社会经济秩序，促进社会主义现代化建设于1999年制定的法律。该法律于1999年3月15日第九届全国人民代表大会第二次会议通过，同日由中华人民共和国主席江泽民以《中华人民共和国主席令》第十五号的名义予以公布，自1999年10月1日起施行。该法律实施后，原有《中华人民共和国经济合同法》、《中华人民共和国涉外经济合同法》和《中华人民共和国技术合同法》亦已同时废止。
该法于2021年1月1日随《中华人民共和国民法典》的正式实施而废止。

## 基本内容
在《中华人民共和国合同法》的总则部分中规定了包括合同的订立、效力、履行、变更和转让、权利义务终止及违约责任等内容；在《中华人民共和国合同法》的各分则部分则规定了买卖合同、赠与合同、借款合同、租赁合同、融资租赁合同、承揽合同、建设工程合同、运输合同、技术合同保管合同、仓储合同、委托合同、行纪合同以及居间合同等内容。

## 司法解释
- 《最高人民法院关于适用〈中华人民共和国合同法〉若干问题的解释（一）》：1999年12月1日最高人民法院审判委员会第1090次会议通过，自1999年12月29日起施行。
- 《最高人民法院关于适用〈中华人民共和国合同法〉若干问题的解释（二）》：2009年2月9日由最高人民法院审判委员会第1462次会议通过，自2009年5月13日起施行。
- 《最高人民法院关于审理买卖合同纠纷案件适用法律问题的解释》：2012年3月31日由最高人民法院审判委员会第1545次会议通过，自2012年7月1日起施行。